# Rakovac (gmina Pale)
Rakovac (cyr. Раковац) – wieś w Bośni i Hercegowinie, w Republice Serbskiej, w mieście Sarajewo Wschodnie, w gminie Pale. W 2013 roku liczyła 850 mieszkańców.